# 渡具知武豊
渡具知 武豊（とぐち たけとよ、1961年〈昭和36年〉8月12日 - ）は、日本の政治家。沖縄県名護市長(2期)。元名護市議会議員（5期）。また、県内の保守系市長で構成された市長連合「チーム沖縄」のメンバーである。

## 来歴
沖縄国頭郡名護町（現・沖縄県名護市許田）生まれ。名護市立瀬喜田中学校（現・名護市立東江中学校)、沖縄県立名護高等学校卒業。1980年（昭和55年）3月、第一経済大学卒業。同年、貴金属店に勤め、保険業にも従事。
1998年（平成10年）9月13日に行われた名護市議会議員選挙に立候補し初当選。2002年（平成14年）、軍事基地等対策特別委員会委員長に就任。アメリカ国防総省主催研修派遣で6州を訪問。
2014年（平成26年）9月7日、名護市議会議員選挙で5回目の連続当選。

### 2018年名護市長選挙
2017年（平成29年）7月27日、次期市長選に立候補する意向を表明。
2018年（平成30年）2月4日に行われた名護市長選挙に、自民党、公明党、日本維新の会の推薦を受けて立候補。現職の稲嶺進を破り、初当選した。
※当日有権者数：49,372人 最終投票率：76.92%（前回比：＋0.21pts）
| 候補者名   | 年齢 | 所属党派 | 新旧別 | 得票数   | 得票率 | 推薦・支持                                            |
| ---------- | ---- | -------- | ------ | -------- | ------ | ----------------------------------------------------- |
| 渡具知武豊 | 56   | 無所属   | 新     | 20,389票 | 54.63% | （推薦）自民・公明・維新                              |
| 稲嶺進     | 72   | 無所属   | 現     | 16,931票 | 45.37% | （推薦）社民・共産・自由・沖縄社大・民進 （支持）立憲 |

### 2022年名護市長選挙
2021年（令和3年）6月15日、市議会本会議で再選出馬を表明。同年8月17日、元市長の岸本建男の長男で、名護市議の岸本洋平が次期市長選に立候補する意向を表明。
2022年1月23日、市長選挙執行。立憲民主、共産、れいわ、社民、沖縄社会大衆が推薦した岸本を破り、再選された。
※当日有権者数：49,959人 最終投票率：68.32%（前回比：-8.6pts）
| 候補者名   | 年齢 | 所属党派 | 新旧別 | 得票数   | 得票率 | 推薦・支持                                               |
| ---------- | ---- | -------- | ------ | -------- | ------ | -------------------------------------------------------- |
| 渡具知武豊 | 60   | 無所属   | 現     | 19,524票 | 57.49% | （推薦）自民・公明                                       |
| 岸本洋平   | 49   | 無所属   | 新     | 14,439票 | 42.51% | （推薦）社民・共産・にぬふぁぶし・沖縄社大・れいわ・立憲 |

## 政策・人物

### 米軍再編交付金を使った施策
2010年（平成22年）に基地移設反対派の稲嶺進が市長に初当選すると、政府は米軍再編事業の進展に応じて支給される再編交付金（米軍再編交付金）について、名護市への支給を停止した。
2018年（平成30年）2月4日に行われた市長選で渡具知が初当選すると、その直後、政府が名護市への支給を再開する方針を固めたことが大手紙によって報じられた（2月8日付の毎日新聞）。同年4月25日、沖縄防衛局は、米軍再編交付金の2017年度分（14億9,019万2千円）と2018年度分（14億9,019万2千円）の計29億8,038万4千円の交付金額決定を名護市に通知した。
渡具知は同年以降、米軍再編交付金を使い、「学校給食費」「保育料」「子ども医療費」の3つの無料化を進めてきた。2020年度は交付金約15億円のうち、約7億1千万円を充てた。

### 辺野古への基地移設問題
米軍普天間飛行場（宜野湾市）の名護市辺野古移設計画で海底に軟弱地盤が見つかり、2020年（令和2年）4月、政府は地盤改良工事のための設計変更を県に申請した。県は承認か不承認の判断に向け、公有水面埋立法に基づき、県民や名護市長の意見を聴く手続きを開始した。同年11月27日に照会の文章を市に送付し、翌年3月26日を期限に意見の提出を求めた。2020年（令和2年）12月16日、渡具知は、設計変更申請の埋め立て地用途変更について「異議なし」とする市長意見を、市議会本会議に追加議案として提案したが、反対多数で否決された。
2021年（令和3年）、渡具知は、3月議会の追加議案の提出期限を前に市幹部らと協議。再び提案しても否決される可能性が高いと判断し、同年3月8日、「市議会を経た市長意見が存在しない」とする趣旨の回答書類を県に送付した。
同年11月25日、玉城デニー知事は、軟弱地盤の改良工事のため沖縄防衛局が提出していた埋め立て変更承認申請を不承認とすると発表した。上京中だった渡具知は、玉城が不承認を発表する前の午後5時ごろ、新聞の取材に対し「詳細なことは存じ上げない。コメントは差し控えたい」と述べ、言及を避けた。辺野古については、一貫して「国と県の法廷での係争を見守る」との立場を続けた。
同年12月9日、市議会一般質問で、市長選に立候補表明している岸本洋平から「無責任。きちんと意見すべきだ」と指摘されるが、渡具知は「（国と県の裁判について）慎重に推移を見守る」との答弁を繰り返した。

### 政治資金
2017年（平成29年）7月の次期市長選への出馬表明直後から、自由民主党名護市支部は建設業者を中心に約2,000万円を集金し、なかでも辺野古工事の受注業者からの献金額は突出していた。
自民党は、2018年（平成30年）2月の名護市長選挙を挟む時期に、渡具知に対し計6,008万円の献金を行った。内訳は以下のとおり。2017年（平成29年）12月、自由民主党名護市支部は「とぐち武豊後援会」に500万円、市長選挙のために設立された政治団体「くらしを豊かにする市民の会」に1,208万円寄付した。同年同月、自由民主党沖縄県連は「くらしを豊かにする市民の会」に1,000万円寄付した。2018年（平成30年）1月4日から3月1日にかけて、自民党名護市支部は5回にわけて「くらしを豊かにする市民の会」に計1,400万円寄付した。同年1月31日、自民党名護市支部は渡具本人に400万円寄付した。同年1月22日、自民党沖縄県連は「くらしを豊かにする市民の会」に1,500万円寄付した。政府・与党はこうして物量面からも渡具知を支援し、8年ぶりに基地建設反対派から市長の座を奪還した。

### 旧名護市消防庁舎等跡地売却事業
2018年（平成30年）11月22日、市は、旧名護市消防庁舎等跡地を公募型プロポーザル方式により売却すると発表。
2019年（平成31年）4月、公募型プロポーザル（提案入札）により、大和ハウス工業沖縄支店とアベストコーポレーションの共同企業体（以下、大和ハウスJV）が選定され、旧消防庁舎跡地は大和ハウスJVに売却された。ところが地元業者のA社が、大和ハウスJVより1億3000万円も高い5億5000万円の買い取り価格を掲示していたにもかかわらず選定されなかったこと、そして、大和ハウスJVから、渡具知の親族会社「株式会社丸政工務店」の子会社「有限会社サーバント」に転売されていたことなどから、週刊誌やニュースサイトはこれを「沖縄版モリカケ問題」と称し、東恩納琢磨市議らの証言などをもとに社会問題として報道した。

### その他
- 中学時代は軟式テニスで2年連続県大会優勝を記録した[43]。
- 高校生の娘の部活動を応援するためにマイクロバスの免許を取得した[43]。
- 2022年（令和4年）4月18日、沖縄本島北部の12の自治体のうち、東村の當山全伸村長を除く11の自治体の市町村長は、北部振興事業のお礼として西銘恒三郎沖縄担当相や自民党沖縄振興調査会の小渕優子会長らに会うため上京。同日夜、渡具知、金武町長の仲間一、宜野座村長の當眞淳の3人は都内の飲食店で約1時間、飲酒を伴う会食をした。会食の参加者は計10人。4月23日までに渡具知、仲間、當眞は、自身が新型コロナウイルスに感染したことをそれぞれの自治体のウェブサイトで公表した[44]。